# دنی توماس (بازیکن فوتبال، زاده ۱۹۶۱)
دنی توماس (به انگلیسی: Danny Thomas) زادهٔ ۱۲ نوامبر ۱۹۶۱ بازیکن فوتبال اهل انگلستان که سابقهٔ بازی در تیم ملی فوتبال انگلستان را در کارنامهٔ خود دارد. وی در تاریخ ۱۲ ژوئن ۱۹۸۳ نخستین بازی ملی خود را در مقابل تیم ملی فوتبال استرالیا انجام داد و با حضور در ۲ بازی ملی، در تاریخ ۱۹ ژوئن ۱۹۸۳ واپسین بازی ملی‌اش را در برابر تیم ملی فوتبال استرالیا برگزار کرد.